# Espejo primario

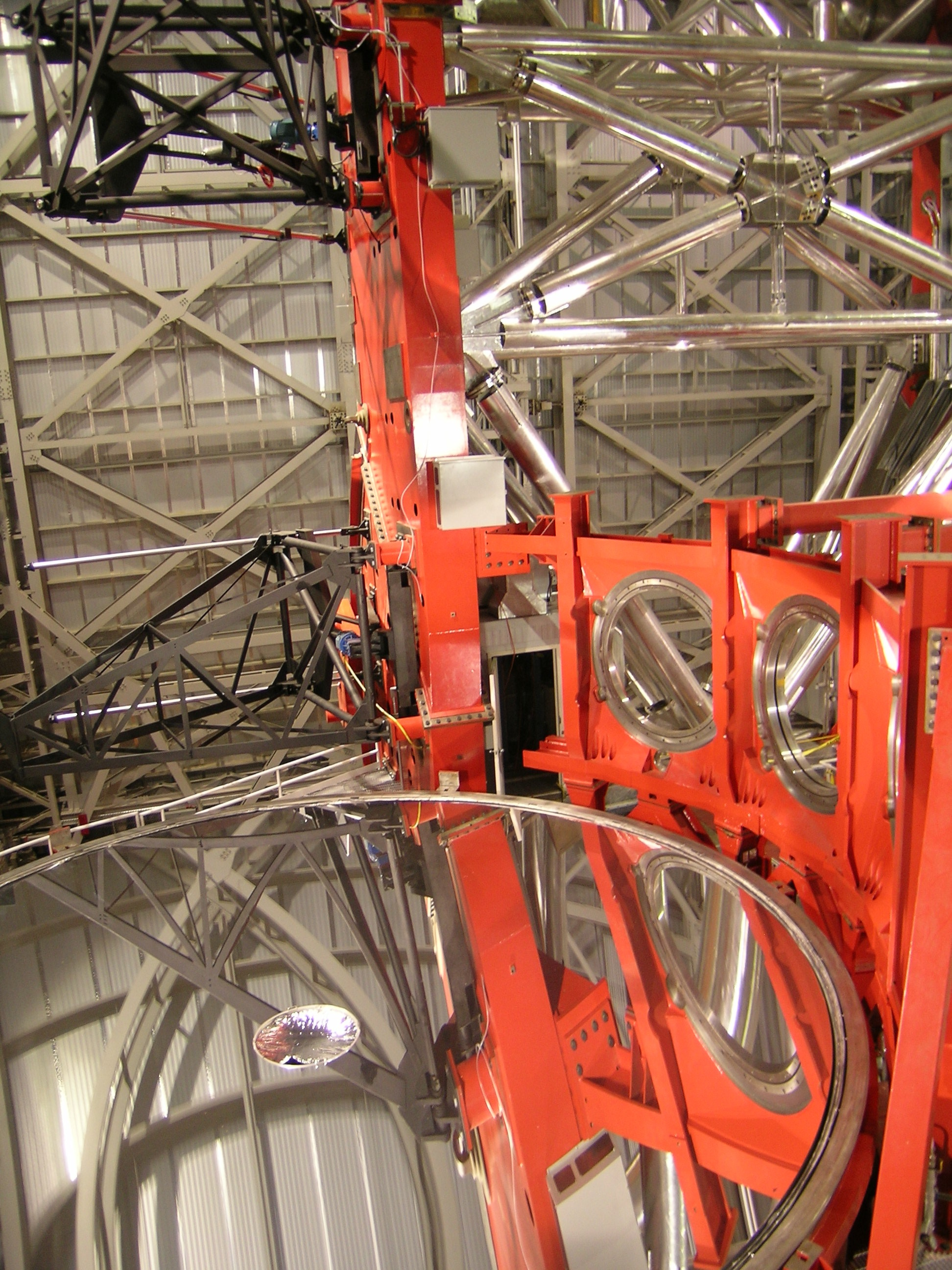
El espejo no segmentado de mayores dimensiones del mundo, que pertenece al "Gran telescopio binocular" en Arizona, Estados Unidos.

Un espejo primario  es la principal superficie de captación de luz (el objetivo) de un telescopio reflector.

## Descripción
El espejo primario de un telescopio reflector es un disco de metal pulido reflectante (llamado espéculo de metal hasta mediados del siglo XIX), o en posteriores telescopios, vidrio u otro material recubierto con una capa reflectante. La superficie del disco es trabajada de forma que posea una forma esférica o parabólica. Uno de los primeros telescopios reflectantes conocidos fue el de Newton de 1668, utilizaba un espejo de 3,3 cm de metal pulido. El siguiente gran cambio fue el uso de plata depositada sobre un disco de vidrio en lugar de usar un disco de metal; en el siglo XIX fue construido así el telescopio Crossley. Este diseño evolucionó hacia el concepto que utiliza un depósito de aluminio al vacío sobre el vidrio, una de las primeras aplicaciones de esta innovación fue en el telescopio Hale.
Los espejos sólidos primarios, tienen que sostener su propio peso y no deformarse bajo acción de la gravedad, lo que limita el tamaño máximo de un espejo primario de una sola pieza. Para salvar esta limitación, se utilizan configuraciones de espejo segmentadas, tales como las usadas en los telescopios Magallanes que cuentan con siete espejos primarios de 8 metros de diámetro, que tienen la capacidad de resolución equivalente a una abertura 24,5 m ópticos.

## Grandes espejos primarios
El mayor telescopio óptico del mundo que a partir del 2009 utiliza un espejo primario no segmentado de 8,7 metros, es el telescopio Subaru, del Observatorio Astronómico Nacional de Japón, situado en el observatorio Mauna Kea en Hawái desde 1997; sin embargo, este no es el espejo más grande de diámetro único en un telescopio, el gran telescopio binocular, que se encuentra en Arizona, tiene dos espejos primarios de 8,4 metros (que se pueden utilizar juntos para el modo interferométrico). Ambos son más pequeños que los espejos primarios segmentados de 10 m con que cuenta el telescopio Keck dos. Los radiotelescopios y submilimétricos utilizan platos mucho más grandes o antenas, que no se tienen que hacer con tanta precisión como los espejos utilizados en los telescopios ópticos. El Telescopio espacial Hubble tiene un espejo primario de 2,4 metros.